# Netelia pallida
Netelia pallida är en stekelart som först beskrevs av Tosquinet 1896.  Netelia pallida ingår i släktet Netelia och familjen brokparasitsteklar. Inga underarter finns listade i Catalogue of Life.